# Toy Story (игра)
Toy Story — компьютерная игра в жанре платформера, разработанная несколькими студиями, включая Traveller’s Tales, Disney Interactive и Tiertex Design Studios, и выпущенная компанией Disney Interactive в 1995—1996 годах для различных платформ. Игра основана на одноимённом анимационном фильме и повторяет его сюжет с небольшими отличиями. Игрок управляет ковбоем Вуди, который использует свой шнурок в качестве хлыста для обездвиживания противников и преодоления препятствий. Помимо основных платформерных уровней, в игре присутствуют этапы с видом сверху, где игрок управляет радиоуправляемой машинкой, и уровень от первого лица в игровом автомате.
Разработка велась параллельно для нескольких платформ, при этом основной версией считалась версия для Sega Mega Drive. В игре использовалась трёхмерная графика, что было необычно для платформеров того времени. Студия Pixar предоставила оригинальные анимации из фильма, однако технические ограничения консолей потребовали создания собственных анимаций командой разработчиков.
Игра получила преимущественно положительные отзывы критиков, особенно версии для игровых систем Sega Mega Drive и Super Nintendo. Рецензенты высоко оценили визуальное оформление, разнообразие игрового процесса и саундтрек, хотя отмечали проблемы с управлением и неравномерную сложность некоторых уровней. Игра разошлась миллионными тиражами и повлияла на индустрию, став одним из первых успешных примеров синхронизации выпуска игры с премьерой фильма. За игрой последовало продолжение под названием Toy Story 2: Buzz Lightyear to the Rescue.

## Игровой процесс
В игре присутствует несколько уровней, соответствующих сюжету фильма. Игрок управляет Вуди, используя его верёвку-шнурок в качестве хлыста для временного обездвиживания противников. Хлыст не способен уничтожать врагов, за исключением Базза в кошмаре. Также с помощью хлыста можно цепляться за специальные крюки для преодоления опасных участков.
Некоторые уровни выполнены в иных жанрах. На двух этапах игрок управляет радиоуправляемой машинкой: когда Вуди выталкивает Базза из окна, и во время погони за грузовиком. Оба уровня используют вид сверху. Основная задача — достичь конца уровня, не израсходовав заряд батареек, который постоянно уменьшается. В первом эпизоде батарейки можно получить, сталкиваясь с Баззом, во втором — находя их на земле. Также присутствует уровень от первого лица в игровом автомате, где необходимо за отведённое время найти в лабиринте и вернуть в игровую зону потерянных игрушек-пришельцев.
Количество уровней различается в зависимости от платформы. Версия для Sega Mega Drive содержит 18 уровней, в то время как версии для Super Nintendo и Microsoft Windows включают 17 уровней. Версия для Game Boy является самой короткой и содержит 10 уровней. В версиях для Mega Drive и Windows присутствует дополнительный гоночный уровень «Day-toy-na», отсутствующий в других версиях игры, где Вуди преследует Базза на машинке. В версии для Windows отсутствует уровень «Really Inside the Claw Machine» с видом от первого лица в лабиринте.

## Сюжет
Игра повторяет сюжет одноимённого мультфильма, с небольшими отличиями.
В день рождения Энди игрушки обеспокоены появлением возможных новых подарков и своей потенциальной заменой. Шериф Вуди отправляет отряд зелёных солдатиков с радионяней для наблюдения за праздником. Разведка проходит успешно, однако внезапное возвращение Энди в комнату вызывает переполох среди игрушек, спешащих вернуться на свои места. После ухода Энди игрушки обнаруживают единственного новичка — Базза Лайтера. Все, кроме Вуди, впечатлены его возможностями. Хэмм предлагает устроить соревнование между Вуди и Баззом. Базз побеждает в гонке, после чего Вуди бросает ему вызов облететь комнату с закрытыми глазами, что Базз успешно выполняет. Несмотря на попытки убедить себя в том, что он остаётся любимой игрушкой Энди, Вуди начинает видеть кошмары о Баззе.
Завидуя популярности Базза и стремясь попасть с Энди в ресторан Pizza Planet, Вуди пытается при помощи радиоуправляемой машинки переместить Базза за шкаф, но случайно выбрасывает его из окна, вызывая негодование других игрушек. Вуди избегает их гнева благодаря помощи Рекса, не любящего конфронтации. Энди выбирает Вуди для поездки в Pizza Planet. На заправке Базз проникает в фургон и атакует Вуди, который обезвреживает противника, заперев его в запасном колесе. Однако Энди с матерью уезжают, не заметив пропажи игрушек. Вуди и Базз следуют за ними на фургоне доставки пиццы. В ресторане они маскируются под мусор во избежание обнаружения людьми. Базз забирается в автомат с игрушками, приняв его за космический корабль. Вуди следует за ним через монетоприёмник. Игрушки-пришельцы внутри автомата просят Вуди найти их пропавших сородичей. После успешного выполнения задания сосед Энди, Сид Филлипс, замеченный в уничтожении игрушек, пытается достать Базза из автомата. Несмотря на попытки Вуди помешать захвату, запуская пришельцев в механизм, обе игрушки оказываются в доме Сида.
В попытке сбежать из комнаты Сида, заполненной металлическими насекомыми и петардами, Вуди подвергается пыткам: Сид поджигает его голову, вынуждая искать спасения в миске с хлопьями. Вуди и Базз сталкиваются с коллекцией изуродованных игрушек Сида, отбиваясь с помощью функции карате-удара Базза. Узнав о планах Сида уничтожить Базза с помощью большой ракеты, Вуди объединяется с игрушками-мутантами. Верхом на игрушке Роллер Боб он проникает во двор, уворачиваясь от мусора и собаки Скада. Игрушки нападают на Сида и спасают Базза, однако семья Энди переезжает без обеих игрушек. Вуди догоняет грузовик, но Базз отстаёт. Найдя гоночную машинку, Вуди возвращается за Баззом. Используя закреплённую на спине Базза ракету как ускоритель, они достигают фургона матери Энди. После этого приключения между игрушками устанавливаются дружеские отношения в новом доме Энди.

## Разработка и релиз
Разработкой версий игры занимались различные студии: Tiertex Design Studios создала версию для Game Boy, команда Disney Interactive, ранее разработавшая Maui Mallard in Cold Shadow, — версию для Windows, а Traveller’s Tales — версии для остальных платформ. Основной версией являлась версия для Sega Mega Drive. В игре использовалась трёхмерная графика. Студия Pixar предоставила анимации Вуди и Скада из фильма, однако команда разработчиков столкнулась с проблемами при их конвертации из-за особенностей освещения. Финальные анимации были получены за две недели до представления игры на утверждение Sega. Для предотвращения задержки выпуска, который должен был совпасть с премьерой фильма, Traveller’s Tales подготовила собственные анимации Вуди.
Разработкой игры руководил основатель Traveller’s Tales Джон Бёртон, совмещавший функции дизайнера и программиста. Для прохождения строгого процесса утверждения Sega Бёртон замаскировал программные ошибки под часть игрового процесса: вместо сообщений об ошибках тестировщики перенаправлялись в бонусные мини-игры, которые были представлены как запланированный элемент. Ограниченные возможности цветопередачи Sega Mega Drive, не позволявшие воспроизвести яркую палитру фильма, были частично компенсированы применением специального режима, расширявшего диапазон оттенков основных цветов. Версия для Windows содержала инструментальные обработки двух композиций Рэнди Ньюмана из фильма.
Издателем всех версий игры выступила компания Disney Interactive. В США версия для Sega Mega Drive вышла в ноябре 1995 года одновременно с премьерой фильма. Версия для Super Nintendo была выпущена вскоре после этого. Выпуск версии для Game Boy состоялся в мае 1996 года, а версия для Windows была выпущена 31 октября 1996 года. В Европе версия для Sega Mega Drive вышла во время Пасхи 1996 года, а версия для Super Nintendo — в июне 1996 года.
В 1997 году в Тайване была разработана нелицензированная версия игры для NES, распространявшаяся в Европе и России. Портированием занимался Эй-Хоу Янг, бывший разработчик компании Sachen.

## Критика и отзывы
| Сводный рейтинг    | Сводный рейтинг | Сводный рейтинг | Сводный рейтинг |
| Издание            | Оценка          | Оценка          | Оценка          |
| Издание            | Mega Drive      | PC              | SNES            |
| ------------------ | --------------- | --------------- | --------------- |
| GameRankings       | N/A             | 70 %            | N/A             |
| Иноязычные издания |                 |                 |                 |
| Издание            | Оценка          | Оценка          | Оценка          |
| Издание            | Mega Drive      | PC              | SNES            |
| AllGame            | [ 33 ]          | [ 3 ]           | [ 34 ]          |
| CVG                | 92/100          | N/A             | N/A             |
| EGM                | 6,875/10        | N/A             | 6,75/10         |
| GameFan            | 87 %            | N/A             | 80 %            |
| Game Informer      | 8,75/10         | N/A             | 8,75/10         |
| GamePro            | 15/20           | N/A             | 14/20           |
| GameSpot           | N/A             | 6,4/10          | N/A             |
| Next Generation    | [ 41 ]          | N/A             | N/A             |
| PC Gamer (UK)      | N/A             | 69 %            | N/A             |
| PC Gamer (US)      | N/A             | 27 %            | N/A             |
| Mean Machines      | 92/100          | N/A             | N/A             |
| Super Play         | N/A             | N/A             | 79 %            |

По данным Eurogamer, на момент выхода игра разошлась миллионными тиражами. По словам Джона Бёртона, этот успех повлиял на бизнес-модели других компаний, которые стали синхронизировать выпуск игр с премьерами фильмов. По данным Disney Interactive, версии для Super Nintendo и Mega Drive имели исключительный успех, однако дефицит микросхем для Super Nintendo не позволил произвести достаточное количество копий.
Версии игры для Mega Drive и Super Nintendo получили положительные отзывы, в то время как версия для персональных компьютеров была встречена неоднозначно. Критики высоко оценили визуальное оформление, разнообразие игрового процесса и улучшенный саундтрек версии для персональных компьютеров. К недостаткам были отнесены неудобное управление и неравномерная сложность — некоторые уровни оказались чрезмерно сложными, особенно для детской аудитории. Графическое исполнение версии для Genesis получило наиболее высокую оценку благодаря использованию трёхмерной графики, ранее не применявшейся на этой платформеs. Общие впечатления рецензентов разделились: GamePro посчитал, что «несмотря на впечатляющую графику, однообразный игровой процесс обеспечивает лишь мимолётное развлечение», тогда как Game Informer охарактеризовал игру как «юмористическое и увлекательное приключение, способное развлечь всю семью». Роджер Бёрчилл из Super Play указал, что версия для Mega Drive «установила новую планку» в графике и игровом процессе, однако версия для Super Nintendo «проигрывает при любом сравнении с Donkey Kong Country 2».
Марк Ист из GameSpot положительно оценил саундтрек Windows-версии, отметив при этом ряд недостатков: проблемы с управлением с клавиатуры, задержки звуковых эффектов и кратковременные паузы при перезапуске музыкального сопровождения. Адам Дуглас из PC Gamer счёл игру поспешно разработанной, неоригинальной и излишне сложной, указав на её неспособность передать «магию фильма».
Версия для Game Boy получила минимальное внимание критиков. В краткой рецензии GamePro отмечалось, что игра не соответствует качеству фильма и других версий игры из-за монотонного игрового процесса, упрощённой графики и некорректной работы шнурка Вуди.
В 1995 году игра номинировалась на премию «Видеоигра года» от Video Software Dealers Association, но уступила Donkey Kong Country 2. Версия для Mega Drive заняла третье место в рейтинге «The GamesMaster Mega Drive Top 10» журнала GamesMaster в 1996 году.